# Eleições no Território Federal do Amapá em 1982
As eleições no território federal do Amapá em 1982 ocorreram em 15 de novembro como parte das eleições gerais em 23 estados e no território federal de Roraima. No presente caso, a Emenda Constitucional Número 22 determinou a eleição de quatro deputados federais para representar cada um dos territórios federais então existentes.

## Resultado da eleição para deputado federal
Conforme o Tribunal Superior Eleitoral, foram apurados 48.148 votos nominais (91,93%), 474 votos de legenda (0,90%), 1.392 votos em branco (2,66%) e 2.360 votos nulos (4,51%), resultando no comparecimento de 52.374 eleitores. Somando este número (75,14%) às 17.325 abstenções (24,86%), chegaremos a 69.699 eleitores inscritos.

### Chapa do PDS
| Candidatos a deputado federal em 1982 | Partido | Votação | Percentual | Cidade onde nasceu | Unidade federativa | Observações |
| Paulo Guerra                          | PDS     | 9.841   | 19,68%     | Macapá             | Amapá              | [ 6 ]       |
| Antônio Pontes                        | PDS     | 9.099   | 18,19%     | Amapá              | Amapá              | [ 7 ]       |
| Clark Platon                          | PDS     | 7.635   | 15,27%     | Santarém           | Pará               | [ 8 ]       |
| Geovani Borges                        | PDS     | 6.649   | 13,29%     | Mazagão            | Amapá              | [ 9 ]       |
| Sulamir Palmeira Monassa de Almeida   | PDS     | 2.560   | 5,12%      |                    |                    | [ 10 ]      |
| Domício Campos de Magalhães           | PDS     | 2.451   | 4,90%      |                    |                    |             |
| Fontes:                               |         |         |            |                    |                    |             |

### Chapa do PMDB
| Candidatos a deputado federal em 1982 | Partido | Votação | Percentual | Cidade onde nasceu | Unidade federativa | Observações |
| Raimundo Azevedo Costa                | PMDB    | 4.285   | 8,57%      | Macapá             | Amapá              | [ 13 ]      |
| João Capiberibe                       | PMDB    | 1.830   | 3,66%      | Afuá               | Pará               | [ 14 ]      |
| Lucimar Amoras Del Castillo           | PMDB    | 853     | 1,71%      |                    |                    |             |
| Celso Saleh                           | PMDB    | 827     | 1,65%      |                    |                    |             |
| Paulo Bildade de Andrade Uchôa        | PMDB    | 383     | 0,77%      |                    |                    |             |
| Omar Gonçalves de Oliveira            | PMDB    | 129     | 0,26%      |                    |                    |             |
| Fontes:                               |         |         |            |                    |                    |             |

### Chapa do PT
| Candidatos a deputado federal em 1982 | Partido | Votação | Percentual | Cidade onde nasceu | Unidade federativa | Observações |
| Manoel Braga Pinto                    | PT      | 927     | 1,85%      |                    |                    |             |
| Manoel das Graças Monteiro Batista    | PT      | 377     | 0,75%      |                    |                    |             |
| Heliton Luiz dos Santos Mareco        | PT      | 148     | 0,29%      |                    |                    |             |
| Maria Elisa Costa dos Santos          | PT      | 119     | 0,24%      |                    |                    |             |
| Almiro Caxias Coelho                  | PT      | 35      | 0,07%      |                    |                    |             |
| Fontes:                               |         |         |            |                    |                    |             |